# Giorgi Mamardaszwili
Giorgi Mamardaszwili (ur. 29 września 2000 w Tbilisi) – gruziński piłkarz, występujący na pozycji bramkarza w hiszpańskim klubie Valencia CF, do którego jest wypożyczony z Liverpoolu oraz w reprezentacji Gruzji. Uczestnik Mistrzostw Europy 2024.
Wychowanek Dinama Tbilisi, w trakcie swojej kariery grał także w takich zespołach, jak SK Rustawi oraz Lokomotiwi Tbilisi.

## Odznaczenia
- Order Honoru – 2024[1][2][3][4]